# Chiraphos
Chiraphos ist ein chiraler zweizähniger Chelatligand. Er gehört zur Gruppe der bidentaten chiralen Phosphinliganden. Der Name setzt sich aus den Worten chiral und phosphino zusammen.

## Darstellung
Chiraphos kann enantiomerenrein aus kommerziell enantiomerenrein erhältlicher Weinsäure hergestellt werden. Hierzu werden zunächst die Carboxygruppen der Weinsäure zu Methylgruppen reduziert, wodurch chirales 2,3-Butandiol entsteht. Anschließend werden die Hydroxygruppen mit p-Toluolsulfonsäurechlorid (TosCl) tosyliert und damit zu besseren Abgangsgruppen. Im letzten Schritt wird mit elementarem Lithium und Triphenylphosphan die Tosylfunktionen mittels nukleophiler Substitution durch Diphenylphosphino-Gruppen ausgetauscht (Ph=Phenyl).

## Eigenschaften
Bei (S,S)- und (R,R)-Chiraphos handelt es sich um chirale Moleküle, die C2-Symmetrie besitzen. Die meso-Formen (R,S) und (S,R) sind achiral. Der Drehwert einer 1,5-molaren Lösung von (S,S)-Chiraphos in Chloroform bei 22 °C beträgt −191°.

## Verwendung
Chiraphos wird als chiraler Phosphinligand in der übergangsmetallvermittelten enantioselektiven Katalyse eingesetzt. Hierbei können mit Chiraphos sehr hohe Enantiomerenüberschüsse erzielt werden.